# Micrancilla
Micrancilla is een geslacht van weekdieren uit de klasse van de Gastropoda (slakken).

## Soorten
- Micrancilla granum (Maxwell, 1992) †
- Micrancilla longispira (Strebel, 1908)